# Karnawał w Santa Cruz de Tenerife

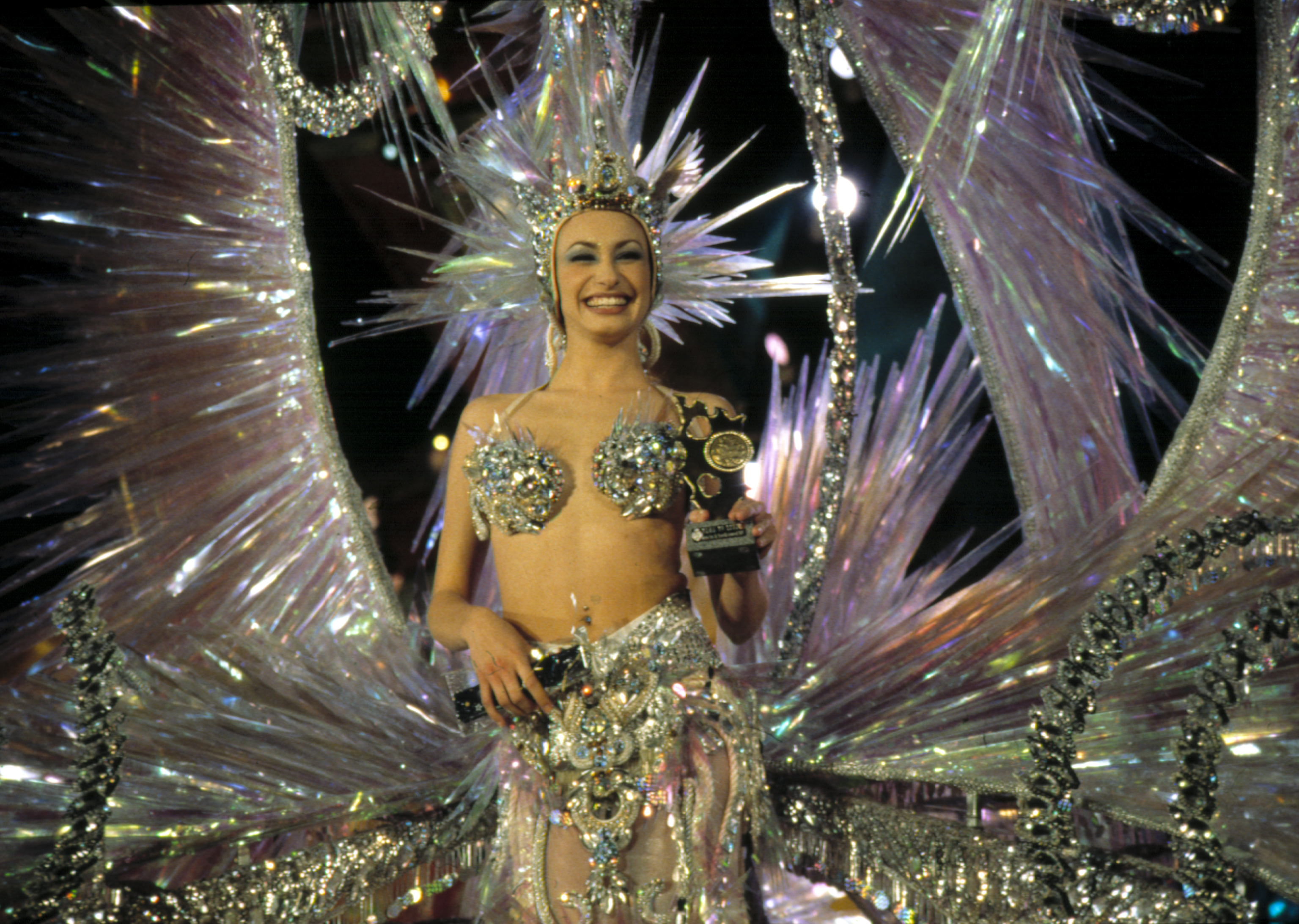
Karnawał w Santa Cruz de Tenerife.

Karnawał w Santa Cruz de Tenerife (z hiszp. Carnaval de Santa Cruz de Tenerife) odbywa się co roku w lutym w Santa Cruz de Tenerife, stolicy największej z Wysp Kanaryjskich (Hiszpania), i przyciąga ludzi z całego świata. Jest uważany za drugi najbardziej popularny ze znanych na świecie, zaraz po karnawale w Rio de Janeiro.

## Historia
Tradycja urządzania zabaw karnawałowych przywędrowała na Teneryfę prawdopodobnie w XVI wieku z Europy. Początkowo był to zwyczaj kultywowany przez plebejuszy, ale w XVIII wieku do zabawy przyłączyli się arystokraci. Do XIX wieku najbardziej charakterystyczną  formą obchodzenia karnawału był taniec, choć zaczęły się pojawiać konkursy i parady oraz zwyczaj przebierania. Pod koniec dziewiętnastego stulecia karnawał w Santa Cruz stał się już tak znany, że zaczął przyciągać turystów z całej Europy. W 1925 roku powstał pierwszy oficjalny program karnawału przygotowany przez władze miasta. Od tego czasu istnieje oficjalna instytucja zajmująca się jego organizacją (oficjalna strona). W tym czasie powstały też grupy artystyczne tak charakterystyczne dzisiaj dla Wysp Kanaryjskich: comparsas (taneczne), rondallas (śpiewające) i murgas (satyryczne). Uprawiają rodzaj folkloru miejskiego. Członkowie poszczególnych zespołów przebierają się w barwne stroje (np. klaunów) i dają występy przy okazji miejskich świąt.
W czasach wojny domowej i dyktatury generała Franco zakazano urządzania karnawałów. Dopiero w 1961 roku władze zezwoliły na organizowanie zabaw, ale jako Święta Zimy. Od 1967 roku karnawał wrócił do kalendarza jako oficjalne święto, między innymi ze względu na jego znaczenie dla turystyki.

## Współczesność
Obecnie Karnawał w Santa Cruz na Teneryfie aspiruje do wpisania go przez UNESCO na listę Dziedzictwa Ludzkości. W 1987 podczas karnawału dała koncert kubańska piosenkarka Celia Cruz wraz z orkiestrą Billo’s Caracas Boys. W wydarzeniu tym uczestniczyło 250 tys. widzów i zostało ono wpisane do Księgi rekordów Guinnessa jako największe skupisko ludzi na koncercie, na wolnym powietrzu, który to rekord utrzymuje się do dziś.      
Kiedy znana jest już królowa karnawału, można przystąpić do najważniejszego punktu karnawałowego programu – wielkiej parady z udziałem wszystkich uczestników wcześniejszych konkursów, królowej i jej dam, dziwnych pojazdów oraz wszystkich chętnych. Ulicami, przystrojonymi świątecznymi światłami rusza głośny, barwny, a przede wszystkim radosny korowód. 
Ostatnim akordem oficjalnych obchodów karnawału jest wielki pokaz fajerwerków. Jest jednak jeszcze coś, bez czego karnawału za zamknięty uznać nie można. Trzeba jeszcze przeprowadzić... pogrzeb sardynki. To zwyczaj, który można porównać z naszym topieniem marzanny. Sardynka jest z papieru i ma kilka metrów długości. Odprowadza ją na brzeg oceanu tłum żałobnic (co nie znaczy, że tylko kobiet!) w czarnych kusych spódniczkach i rajstopach kabaretkach. Wszystkie zawodzą, po czym z radością palą kukłę. Żegnają się w ten sposób z zimą, odganiają złe moce, a witają nadejście wiosny i nowego życia.
W 2022 roku, z powodu szóstej fali koronawirusa, Rada Miasta Santa Cruz postanowiła przenieść obchody tego święta na czerwiec. Burmistrz José Manuel Bermúdez poinformował, że decyzja ta została podjęta na podstawie danych o zakażeniach. Wzięto też pod uwagę obecny poziom ograniczeń występujących na wyspie, który uniemożliwił przeprowadzenie przygotowań do tego największego święta. 